# Daiju Sasaki
Daiju Sasaki (佐々木 大樹 Sasaki Daiju?), född 17 september 1999 i Shimane prefektur, är en japansk fotbollsspelare.
Sasaki började sin karriär 2018 i Vissel Kobe.